# RYOMA -硬派・坂本竜馬!II-
『RYOMA -硬派・坂本竜馬!II-』（りょうま こうはさかもとりょうまツー）は宝塚歌劇団のミュージカル作品。花組公演。形式名は「田崎真珠スペシャル」、2幕。
作・演出・音楽は石田昌也。

## 解説
※『宝塚歌劇100年史（舞台編）』のシアター・ドラマシティ公演参考。
江戸時代末期。土佐を脱藩した坂本竜馬は、新しい日本の夜明けを目指して奔走していたが、そんな彼を快く思わない者たちから常に命を狙われていた。維新を夢見て幕末を駆けていった男、坂本竜馬の生涯を描いた作品。
1989年、宝塚バウホールで『硬派・坂本竜馬!』を上演して以来、約7年ぶりの再演。真矢みきも再び、坂本竜馬を演じた。
真矢みきと千ほさちのトップコンビお披露目公演。

## 公演期間と公演場所
- 1996年12月23日 - 12月29日　大阪・シアター・ドラマシティ[3]
- 1997年1月2日 - 1月7日　大阪・シアター・ドラマシティ[3]

## スタッフ
- 作曲・編曲[1]：西村耕次/吉田優子/寺田瀧雄
- 振付[1]：花柳芳次郎/尚すみれ
- 殺陣[1]：菅原俊夫
- 装置[1]：大橋泰弘
- 衣装[1]：任田幾英/中川菊枝
- 照明[1]：今井直次
- 日舞振付助手[1]：朝みち子
- 装置補[1]：新宮有紀
- 衣装補[1]：田口美香
- 録音演奏[1]：宝塚ニューサウンズ
- 制作[1]：久保孝満
- 協賛[1]：田崎真珠株式会社/阪急電鉄株式会社

## 出演者
※（）に文字がなければ1996、7年当時、花組所属。
- 磯野千尋（専科）[1]
- 星原美沙緒[1]
- 真矢みき[1]
- 美月亜優[1]
- 海峡ひろき[1]
- 詩乃優花[1]
- 愛華みれ[1]
- 萌水せりか[1]
- 大伴れいか[1]
- 渚あき[1]

- 初風緑[1]
- 二葉かれん[1]
- 貴月あゆむ[1]
- 真由華れお[1]
- 幸美杏奈[1]
- 風人夕真[1]
- 沙加美怜[1]
- 真丘奈央[1]
- 優花えり[1]
- 朝海ひかる[1]

- 麻園みき[1]
- 綾奈舞[1]
- 瀬奈じゅん[1]
- 真於夏希[1]
- 夢月真生[1]
- 大鳥れい[1]
- 武庫歩[1]
- 千ほさち[1]
- 真竹すぐる[1]
- 杏里ミチル[1]

## 主な配役
- 坂本竜馬 - 真矢みき[1]
- お竜 - 千ほさち[1]
- 桂小五郎 - 愛華みれ[1]
- 勝海舟 - 海峡ひろき[1]
- 西郷隆盛 - 星原美沙緒[1]
- 千葉佐那子 - 渚あき[1]
- 近藤勇、山内容堂 - 磯野千尋[1]
- お登勢 - 美月亜優[1]
- お蝶 - 詩乃優花[1]
- 武市半平太 - 初風緑[1]
- 千葉重太郎 - 大伴れいか
- お八寸 - 萌水せりか
- 藤川平蔵 - 貴月あゆむ
- 沖田総司 - 朝海ひかる
- 土方歳三 - 風人夕真
- 陸奥陽之助 - 真由華れお
- 中浜万次郎 - 真丘奈央
- 近藤長次郎 - 夢月真生
- 中岡慎太郎 - 麻園みき
- 幾松 - 二葉かれん
- 徳川家茂 - 瀬奈じゅん